# Navy & Marine Corps Achievement Medal

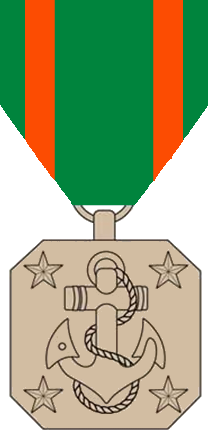
Navy & Marine Corps Achievement Medal

Die Navy & Marine Corps Achievement Medal (deutsch Marine- & Marinekorps-Leistungsmedaille) ist eine Achievement Medal (Leistungsmedaille) der Streitkräfte der Vereinigten Staaten, die für militärische Verdienste an jüngere Offiziere und Mannschaftsdienstgrade vergeben wird, wenn die Navy & Marine Corps Commendation Medal nicht zur Anwendung kommen kann.
Alle Teilstreitkräfte haben ihre eigene Achievement Medal, die Navy & Marine Achievement Medal ist für den militärischen Dienst in der United States Navy und beim United States Marine Corps vorgesehen.
Die Navy & Marine Corps Achievement Medal existiert seit 1961. Achievement Medals der anderen Teilstreitkräfte wurden später geschaffen.
Mehrfachauszeichnungen werden mit Sternen dargestellt.
In der Order of Precedence rangieren die Achievement Medals unter den Commendation Medals, wie etwa der Joint Service Commendation Medal oder der Navy & Marine Corps Commendation Medal und über dem Commandant’s Letter of Commendation und den Combat Action Ribbons.